# Родина (урочище)
Родина — урочище, бывшая деревня на территории Шалинского района Свердловской области России.

## География
Урочище Родина расположено на правом берегу реки Чусовой. В окрестностях в прошлом деревни находится устье реки Дорониха (правый приток реки Чусовая), а также Родинский перебор.

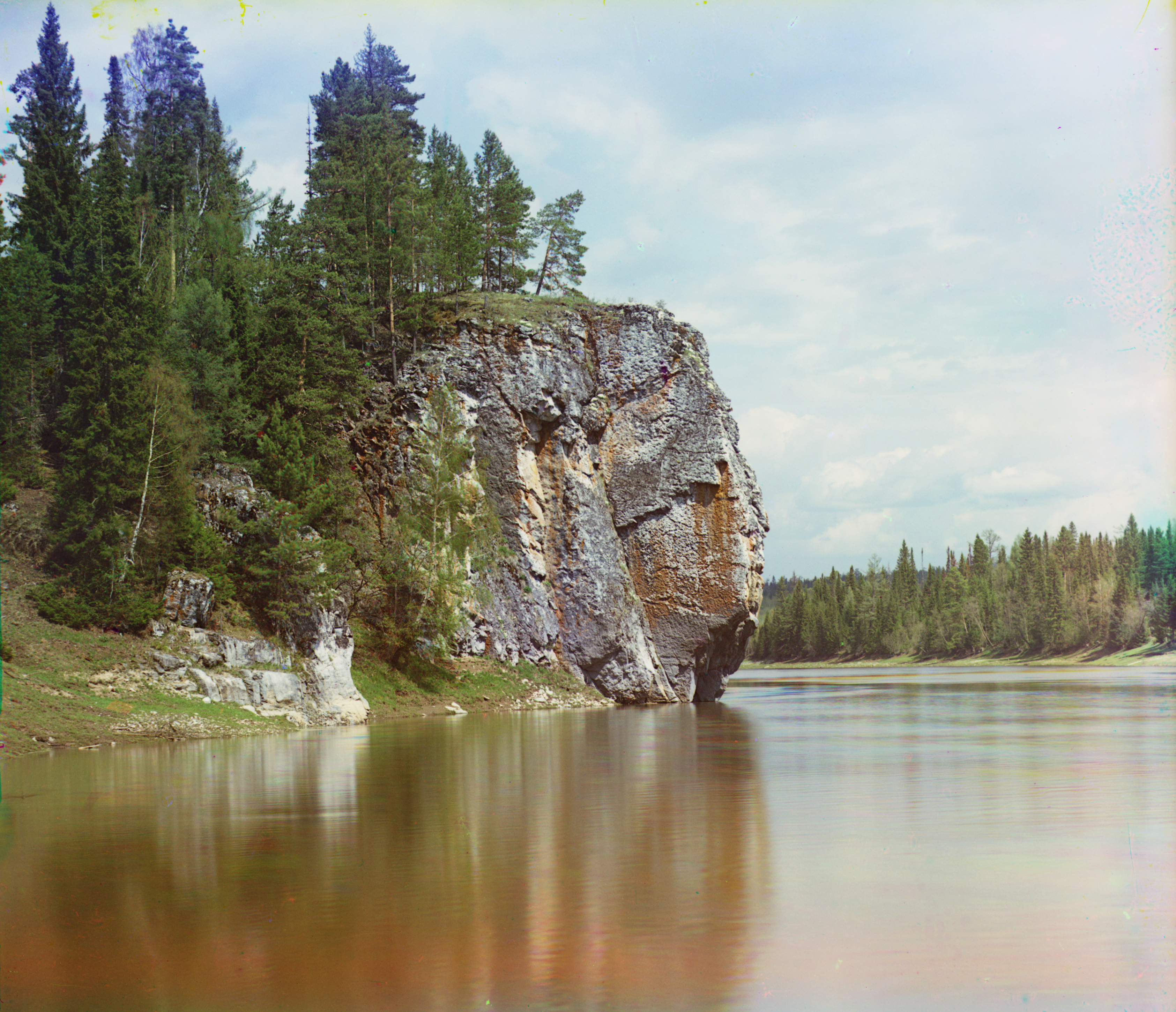
Максимовский камень на противоположном берегу Чусовой

.

## История
Деревни Родина получила своё название от имени первопоселенца Родя (Родин). 
Первое упоминание деревни относится к 1719 году, где указано, что в деревни имеется двор соликамского крестьянина Родиона Константиновича Волегова. 
В окрестностях деревни действовал железный рудник.
В 1912 году деревню запечатлел известный фотограф С.М. Прокудин-Горский.
В 1960-е годы деревня Родина прекратила своё существование в результате укрупнения колхозов и ликвидации «неперспективных деревень».
В настоящее время здесь только поляна, а от деревенского кладбища остался только один памятник с надписью Волегов.

## Население
По данным переписи 1860 года, в деревне Родина было 42 двора и проживали 190 человек. В 1899 году в деревне уже проживали 145 человек. В 1940 году в деревне было 60 дворов.